# Marcel!
Marcel! è un film del 2022 diretto da Jasmine Trinca, al suo debutto come regista.

## Trama
Una bambina ama sua madre mentre lei ama il suo cane. Un evento inaspettato le porterà ad affrontare un viaggio e svelando loro le vie dell'amore.

## Distribuzione
Il film è stato distribuito nelle sale cinematografiche italiane a partire dal 1º giugno 2022.